# Lostpedia
Lostpedia е уики-захранвана онлайн енциклопедия с информация за американския сериал „Изгубени“. Пуснат на 22 септември 2005 г. от Кевин Крой, сайтът използва МедияУики софтуер да поддържа база от данни с информация, създадена от потребители. Към 8 март 2011 г. сайтът съдържа 7189 статии. На 18 декември 2008 г. става част от Wikia.